# North Newbald
North Newbald är en by i civil parish Newbald, i distriktet East Riding of Yorkshire, i grevskapet East Riding of Yorkshire, i England. Byn är belägen 6 km från Market Weighton. North Newbald var en civil parish 1866–1935 när blev den en del av Newbald. Civil parish hade 531 invånare år 1931.